# Nina Sosnina
Nina Iwanowna Sosnina (ros. Нина Ивановна Соснина; ur. 30 listopada 1923 w Kuchari, zm. 31 sierpnia 1943 w Malinie) – radziecka partyzantka, komsomołka, Bohater Związku Radzieckiego.

## Życiorys
Była córką lekarza, z pochodzenia Rosjanką. W 1937 wstąpiła do Komsomołu. Żyła z rodziną początkowo w Kijowie, następnie w Malinie. W 1941 ukończyła dziewięć klas szkoły podstawowej.
Jesienią 1941 organizowała podziemne grupy dywersyjno-sabotażowe, przekazywała informacje oddziałom partyzanckim, rozdawała ulotki antyfaszystowskiej, utrzymywała łączność z partyzantami węgierskimi i słowackimi. Brała udział w bitwach partyzantów z Niemcami pod Biełą Krynicą i Malinem.
31 sierpnia 1943 dom, w którym Nina Sosnina pomagała ojcu, Iwanowi Sosninowi, operować rannego partyzanta, został otoczony. Kobieta zginęła w walce. Została pochowana w Malinie.
Pośmiertnie, 8 maja 1965, odznaczono ją tytułem Bohatera Związku Radzieckiego.

## Upamiętnienie
Ninę Sosninę symbolicznie zaliczono na stałe w poczet członków żytomierskiego komitetu obwodowego Komsomołu. Jej pomniki ustawiono w Malinie oraz przy stacji kolejowej. Jej imieniem nazwano ulice w Berdyczowie oraz we wsiach Mikuliczi, Iwankow i Pieskowka. O jej życiu nakręcono film biograficzny pt. Nina, natomiast o jej rodzinie film dokumentalny Siem'ja Sosninych.